# فيكرز فيكسين
فيكرز فيكسين (بالإنجليزية: Vickers Vixen)‏ هي طائرة مقاتلة أنتجت في بريطانيا. من صناعة فيكرز. كانت تستخدم بشكل أساسي من قبل تشيلي. كان أول طيران لها في 1923. صنع منها 20 طائرة.